# Maropa
Maropa (Reyesano), pleme američkih Indijanaca pordice Tacanan naseljeno u bolivijskom departmanu Beni blizu Reyesa (otuda i Reyesano), u okolici San Borja. Jezik, nazivan i san borjano, gotovo je nestao, ali etničkih ih ima 4,118 (2000 W. Adelaar).
Prvi puta u kontakt s Europljanima dolaze 1530. u vrijeme potrage za rijekom Beni, a prve misije franjevci utemeljuju krajem 17. stoljeća, ali i danas su manjim dijelom stali animisti. 